# Gladstone Ofori
Gladstone Ofori (Vakpo, 8 ottobre 1943 – 2 aprile 2009) è stato un calciatore ghanese di ruolo attaccante.

## Carriera

### Club
Ofori inizia la carriera in patria ai Real Republicans, con cui vince un campionato e due coppe nazionali. Dopo un'esperienza con i liberiani dell'Invincible Eleven, si trasferisce negli Stati Uniti d'America per giocare nei Washington Whips, impegnati nella stagione d'esordio NASL, non venendo però impiegato nel club capitolino.
Nella stagione 1969 passa ai Syracuse Scorpions, franchigia dell'American Soccer League, con cui sfiora la vittoria del titolo perdendo la finale contro i Washington Darts. Ofori giocò da titolare entrambi gli incontri delle finali.
Nella stagione 1970 torna a giocare nella NASL, in forza ai Rochester Lancers, con cui vince si aggiudica il torneo battendo in finale i Darts. Durante la sua permanenza con i Lancers fu vittima di un brutto episodio di razzismo: il 9 agosto 1970 dopo una partita persa in casa degli Atlanta Chiefs, Ofori contestò l'operato dell'arbitro. Mentre discuteva con il direttore di gara, Ofori fu afferrato per il collo da un ufficiale di polizia che lo minacciò dicendogli: "Ragazzo, bada a come parli, sei in Georgia!".
La situazione degenerò anche con l'intervento del compagno di squadra e connazionale Frank Odoi, tanto che l'ufficiale arrivò a chiamare una trentina di soldati della Guardia Nazionale della Georgia. Solo grazie all'intervento del dirigente dei Lancers Charles Schianno, il quale temette anch'egli d'essere ingiustificatamente arrestato come i suoi giocatori, che minacciò l'intervento dell'ex senatore Kenneth Keating, poterono tutti evitare l'arresto e lasciare incolumi Atlanta.
Con i Lancers partecipa alla CONCACAF Champions' Cup 1971, unica franchigia della NASL a partecipare alla massima competizione nordamericana per club: chiuse la coppa al quarto posto della fase finale del torneo.
Dopo tre stagioni con i Lancers, torna nella ASL per giocare nei Cincinnati Comets e poi con gli Syracuse Suns. 
Lasciati i Suns passa ai Connecticut Wildcats e poi nel 1976 ai R.I. Oceaneers, franchigia nella quale chiude la carriera agonistica.

### Nazionale
Nel 1964 viene convocato nella nazionale olimpica del Ghana, non venendo però mai impiegato.

## Palmarès
- Ghana Premier League: 1

Real Republicans: 1962-1963
- Coppa del Ghana: 2

Real Republicans: 1962-1963, 1963-1964
- Campionato NASL: 1

Rochester Lancers: 1970